# Kazuhiro Ninomiya
Kazuhiro Ninomiya, född den 28 november 1946 i Fukuoka, Japan, är en japansk judoutövare.
Han tog OS-guld i halv tungvikt i samband med de olympiska judotävlingarna 1976 i Montréal.